# Bill Follis
Bill Follis (Oklahoma, ?) és cap tribal dels modoc des del 1972. Des del 1978 serà reconegut com a cap tribal per la BIA, el primer cap reconegut des de la mort de Bogus Charley el 1880.